# Donald Theetge

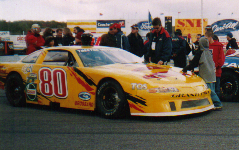
Donald Theetge à l'Autodrome St-Eustache en 2003 (photo Paul-Émile Poulin-Jacques)

Donald Theetge est un coureur automobile originaire de la région de Québec (Canada) né le 3 octobre 1966, principalement actif dans les séries ACT Castrol et ACT Tour. 

## Biographie
Donald Theetge a commencé sa carrière dans les années 1980 à l'autodrome Val-Bélair. Au fil des ans, il est devenu l'un des chefs de file du stock-car québécois sur pistes asphaltées.
Avec son grand rival Patrick Laperle, il a été au centre d'une des grandes rivalités de l'histoire du stock car québécois au cours des dernières années.
Champion 2004 de la Série Imax LMS Québec
Champion 2006 de la Série nationale Castrol
Champion 2009 de la Série ACT Castrol
21 victoires en Série nationale Castrol et Série ACT, la première le 16 juillet 2005 à l'Autodrome Montmagny et la plus récente le 23 juillet 2016 à l'Autodrome Montmagny.
2 victoires dans la série ACT Tour, les deux au Circuit Riverside Speedway Ste-Croix les 13 mai 2006 et 2 juin 2007.
9 victoires en 15 courses dans la Série Imax LMS Québec en 2004.
Il a aussi concouru dans d'autres séries, dont la Série Suprême ADL Tobacco, CASCAR Super Series, Série NASCAR Canadian Tire et Procam. Il a aussi participé à des épreuves de circuit routier avec son frère Benoît, notamment dans la série Grand-Am Continental Tire Challenge où ils ont terminé 3e au Daytona International Speedway en 2010. 
De 1988 à 1995, il a pris le départ de 39 courses de la série ACT Pro Stock Tour avec comme meilleur résultat une neuvième place à Airborne Park Speedway en 1992. En 12 départs en CASCAR Super Series entre 2001 et 2003, son meilleur résultat fut une quatrième place à Toronto dans le cadre du Molson Indy.
Récipiendaire du Don MacTavish Award en 2010, honneur décerné à un pilote ayant fait preuve d'esprit sportif, de détermination et de dévouement pour son sport. Il est le troisième pilote québécois à recevoir cet honneur après Jean-Paul Cabana en 1974 et Claude Leclerc en 1990.

## Victoires de Donald Theetge en Série nationale Castrol et Série ACT
| Date              | Circuit                              |
| ----------------- | ------------------------------------ |
| 16 juillet 2005   | Autodrome Montmagny                  |
| 18 juillet 2005   | Circuit Riverside Speedway Ste-Croix |
| 17 septembre 2005 | Autodrome Saguenay                   |
| 2 juillet 2006    | Autodrome St-Eustache                |
| 24 juillet 2006   | Circuit Riverside Speedway Ste-Croix |
| 5 août 2006       | Autodrome Montmagny                  |
| 12 août 2006      | Circuit Riverside Speedway Ste-Croix |
| 25 août 2006      | Autodrome Chaudière                  |
| 19 mai 2007       | Autodrome Montmagny                  |
| 26 août 2007      | Autodrome Montmagny                  |
| 14 juin 2008      | Autodrome Chaudière                  |
| 6 juin 2009       | Autodrome Chaudière                  |
| 22 août 2009      | Circuit Riverside Speedway Ste-Croix |
| 9 juillet 2011    | Circuit Riverside Speedway Ste-Croix |
| 6 août 2011       | Autodrome Chaudière                  |
| 9 juin 2012       | Autodrome Chaudière                  |
| 16 juin 2012      | Circuit Riverside Speedway Ste-Croix |
| 30 juin 2013      | Autodrome Montmagny                  |
| 5 juillet 2013    | Autodrome Chaudière                  |
| 20 septembre 2015 | Autodrome St-Eustache                |
| 23 juillet 2016   | Autodrome Montmagny                  |

## Victoires de Donald Theetge en Série ACT Tour
| Date        | Circuit                              |
| ----------- | ------------------------------------ |
| 13 mai 2006 | Circuit Riverside Speedway Ste-Croix |
| 2 juin 2007 | Circuit Riverside Speedway Ste-Croix |